# Poltergeist (película de 2015)
Poltergeist (conocida como Poltergeist, juegos diabólicos en Hispanoamérica) es una película estadounidense de terror sobrenatural de 2015, dirigida por Gil Kenan, y escrita por David Lindsay-Abaire. Es una nueva versión de la trilogía de películas Poltergeist. Está protagonizada por Sam Rockwell, Jared Harris, Rosemarie DeWitt, Saxon Sharbino, Kyle Catlett, Kennedi Clements y Jane Adams.

## Argumento
Eric y Amy Bowen son matrimonio que busca comprar una casa para ellos y sus tres hijos: Kendra, de 16 años de edad; su hijo de 9 años de edad, Griffin; y la hija de 6 años de edad, Madison (Maddie). Eric recientemente se ha quedado sin trabajo, pero se le muestra una casa que recientemente ha salido al mercado y que se adapta a su nivel de precios, por lo que la compra.
En la primera noche, se oyen ruidos extraños en las paredes y Griffin encuentra una caja de muñecas y un payaso maléfico que quedaron en la casa. En el medio de la noche, las luces y los dispositivos electrónicos se empiezan a encender y apagar, así como una fuerza invisible que se mueve a través de la casa. La conmoción despierta a Griffin, quien va para abajo y encuentra a Maddie hablando con una presencia desconocida dentro de la televisión. Ella le dice a Griffin que alguien se acerca y él intenta desenchufar la televisión, haciendo que las luces se salgan fuera de control. Maddie le dice a la familia: "Ya están aquí" mientras toca la pantalla del televisor que disponga de los fantasmas, presionando contra el otro lado de la pantalla. La noche siguiente, Eric y Amy salen a cenar con amigos, dejando a los tres niños en el hogar. Ellos descubren que su casa fue construida en un viejo cementerio, pero que los cuerpos fueron trasladados a un barrio mejor.
En la casa, el teléfono celular de Kendra comienza a emitir sonidos extraños y provoca un glitch en la pantalla. Mientras Griffin sigue el ruido, entra en el garaje, donde ve grietas en el suelo y la mano de un cadáver emerge y comienza a tirar de su pie. Griffin se da cuenta de que las muñecas del payaso parecen moverse por sí mismas. Una muñeca del payaso lo ataca, pero él la destruye y escapa de su dormitorio. Luego encuentra a Maddie en su habitación, asustada y agazapada en un rincón; Griffin le dice que permanezca lejos del armario y mientras él va a encontrar a Kendra, Maddie es atraída entonces en su armario y se pierde en un vacío sin fin. Ella observa su habitación lejos a la deriva, mientras es arrastrada en la oscuridad por los fantasmas. Griffin, mientras va corriendo por la casa, es agarrado por las ramas del árbol de afuera de su casa, que tira de él hacia fuera para ser colgado del mismo. Amy y Eric llegan a casa para ver a Griffin siendo agarrado en todas partes en las ramas de los árboles, que libera su agarre cuando se acercan, mientras que Kendra les dice que ella no puede encontrar a Maddie.
La familia escucha la voz de Maddie que emana de la televisión. Amy llega a la pantalla de la televisión, mientras que la mano de Maddie estática se ve que está tocando la mano de Amy en el otro lado de la pantalla. Amy y Griffin visitan el Departamento de Investigación Paranormal en busca de ayuda. El personal pone el equipo en la casa, e instalan dispositivos GPS para todos en la casa. Al tratar de ponerse en contacto con Maddie, Eric es emboscado en el armario por un fantasma parecido a ella. Encolerizado, rompe la pared del armario, lanzando una silla en la oscuridad en el interior del armario y observa cómo la silla cae de nuevo en la sala de estar de la casa, lo que revela un posible portal de que Maddie pueda escapar a través. Los investigadores se dan cuenta de que este inquietante ser es un poltergeist. La investigadora principal, la Dra. Brooke Powell, decide llamar al especialista y personalidad de televisión Carrigan Burke (revelado, mucho más tarde, ser el ex de Powell).
Carrigan explica que Maddie es una posible psíquica, capaz de comunicarse con los espíritus. Él revela que los fantasmas son seres atrapados y están molestos porque sólo las lápidas fueron trasladados al cementerio nuevo, pero se mantuvieron los cuerpos, y tienen un plan sobre el uso de Maddie "para liberarlos de su purgatorio". A Carrigan se le ocurre un plan para obtener que Maddie les de la espalda. Él ancla de una cuerda en la habitación de Maddie y lo tira en el vórtice. Ellos intentan utilizar los aviones de juguete de Griffin para guiar a Maddie a cabo, pero se destruye inmediatamente por los fantasmas cuando están dentro del portal. Griffin, cargando con la culpa por dejar a Maddie sola, pasa a través del mismo portal. Cuando se enteran de Maddie, los fantasmas intentan destruir la cuerda para atraparlos, pero Griffin y Maddie agarran la cuerda y son llevados de vuelta a través del portal.
La familia entra en su vehículo y comienzan a tomar sus vacaciones de la casa, pero los fantasmas la arrastran de nuevo en la casa y hacen un nuevo intento de secuestrar a Maddie. La familia la salva de ser absorbida por el portal y decide que Carrigan como el único otro psíquico, debe ir en el vórtice y dirigir a los espíritus a la luz. Los Bowen huyen mientras la casa es destruida por los espíritus que se elevan en el cielo como un faro de luz. El equipo de investigación, dirige a su equipo, en busca de una señal de que Carrigan consiguió regresar.
A medida que los Bowen buscan una nueva casa, la inmobiliaria les muestra una casa con un montón de espacio en el armario y un viejo árbol en el patio trasero; los Bowen se ríen y se van de la escena. Durante los créditos finales, se revela que Carrigan sobrevivió al incidente y está de nuevo en el rodaje de su programa de fantasmas, que ahora alberga el espectáculo con la Dra. Powell.

## Reparto
- Sam Rockwell como Eric Bowen
- Rosemarie DeWitt como Amy Bowen
- Jared Harris como Carrigan Burke
- Jane Adams como Dra. Brooke Powell
- Saxon Sharbino como Kendra Bowen
- Kyle Catlett como Griffin Bowen
- Kennedi Clements como Madison Bowen
- Nicholas Braun como Boyd
- Susan Heyward como Sophie

## Producción
A principios de septiembre de 2013, la producción grabó escenas interiores de la película en una vieja residencia en Toronto. Tomas exteriores fueron filmadas en Hamilton. El 6 de agosto de 2014, la fecha de estreno fue retrasada del 13 de febrero de 2015 al 24 de julio de 2015. Pero el 4 de marzo de 2015, la fecha volvió a ser cambiada, esta vez adelantándola dos meses, para el 22 de mayo de 2015.

## Recepción
Poltergeist recibió críticas mixtas a negativas de parte de la crítica y del público. En el portal de internet Rotten Tomatoes, la película posee una calificación de 31%, basada en 106 reseñas, con una puntuación de 4.8/10 por parte de la crítica, mientras que el público le ha dado una calificación de 23%. La página Metacritic le ha dado a la película una puntuación de 47 de 100, basada en 27 críticas, indicando "reseñas mixtas". Las audiencias de CinemaScore le dieron al filme una puntuación de "C+" en una escala de A+ a F, mientras que en el sitio IMDb los usuarios le han dado una puntuación de 5/10, sobre la base de más de 38 000 votos.